# Тульский областной художественный музей
Ту́льский областно́й худо́жественный музе́й — один из крупнейших областных музеев России.

## История музея
Тульский художественно-исторический музей был открыт в 1919 году. Основой его собрания послужили фонд Палаты Древностей, образованной в 1884 году, и национализированные после Октябрьской революции произведения искусства из дворянских поместий Тульской губернии — Олсуфьевых, Бобринских, Гагариных, Урусовых и других. С первых дней и по настоящее время коллекция музея постоянно растёт. Сюда поступают экспонаты из Министерства культуры и Союза художников России, из мастерских художников и частных собраний. Большое число работ передано музею в дар.
В 1927 году музей был переименован в краеведческий, но в соответствии с постановлением СНК РСФСР от 16 июня 1939 года музей разделили на два самостоятельных областных музея: краеведческий и художественный. В годы Великой Отечественной войны собрание музея эвакуировали в Сибирь, а после войны вернули в Тулу.
В 1964 году музей, ранее размещавшийся в Доме офицеров, получил собственное здание, построенное по проекту тульского архитектора П. М. Зайцева. В 1995 году Тульский художественный музей стал называться Тульский музей изобразительных искусств, а в 2013 году обрёл современное название: Тульский областной художественный музей. Здание является выявленным объектом культурного наследия Тульской области в составе ансамбля площади Искусств (приказ Министерства культуры и туризма Тульской области № 210 от 15.12.2013).
В декабре 2023 года было открыто фондохранилище Тульского музейного объединения, которое является продолжением корпуса Тульского музея изобразительных искусств. На трёх этажах хранилища располагаются выставочные залы комплекса «Фонд искусств», хранилища и реставрационные мастерские. Дебютной экспозицией комплекса стала выставка «Шедевры русского авангарда», на которой представлены картины уроженцев тульского региона Натальи Гончаровой и Василия Рождественского, а также работы художников Василия Кандинского и Казимира Малевича.

## Коллекция музея
В фондах Тульского областного художественного музея, ставшего одним из крупнейших художественных музеев Российской Федерации, хранится более 23 тысяч произведений живописи, скульптуры, графики, декоративно-прикладного и народного искусства. Многие из них экспонировались на выставках в США, Германии, Франции, Испании, Швеции. Наряду с проведением выставок, музей ведёт научно-исследовательскую и просветительскую работу.
Большую художественную значимость представляет коллекция западноевропейского искусства, включающая работы известных мастеров Италии (Леандро Бассано, Орацио Самаккини, Лука Джордано, Доменико Фетти), Голландии (Клас Моленар, Филипс Вауэрман, Ян Вонк, Говерт Флинк, Ян ван Хёйсум), Фландрии (Даниэль Зегерс, Франс Снейдерс, Ян Пауль Гиллеманс, Давид Тенирс Младший), Франции (Клод Верне, Эсташ Лёсюёр, Юбер Робер).
Гордостью музея являются произведения выдающихся русских художников: А. П. Антропова, В. Л. Боровиковского, В. А. Тропинина, И. К. Айвазовского, И. И. Шишкина, И. Е. Репина, В. И. Сурикова, В. Д. Поленова, И. И. Левитана, Б. М. Кустодиева, В. А. Серова, К. А. Коровина, Л. И. Соломаткина; художников авангардных направлений 1910—1930 годов — таких, как П. П. Кончаловский, А. В. Куприн, В. В. Рождественский, В. В. Кандинский, А. М. Родченко, К. С. Малевич, Д. П. Штеренберг; искусство многих авторов последующих десятилетий, включая работы тульских художников.

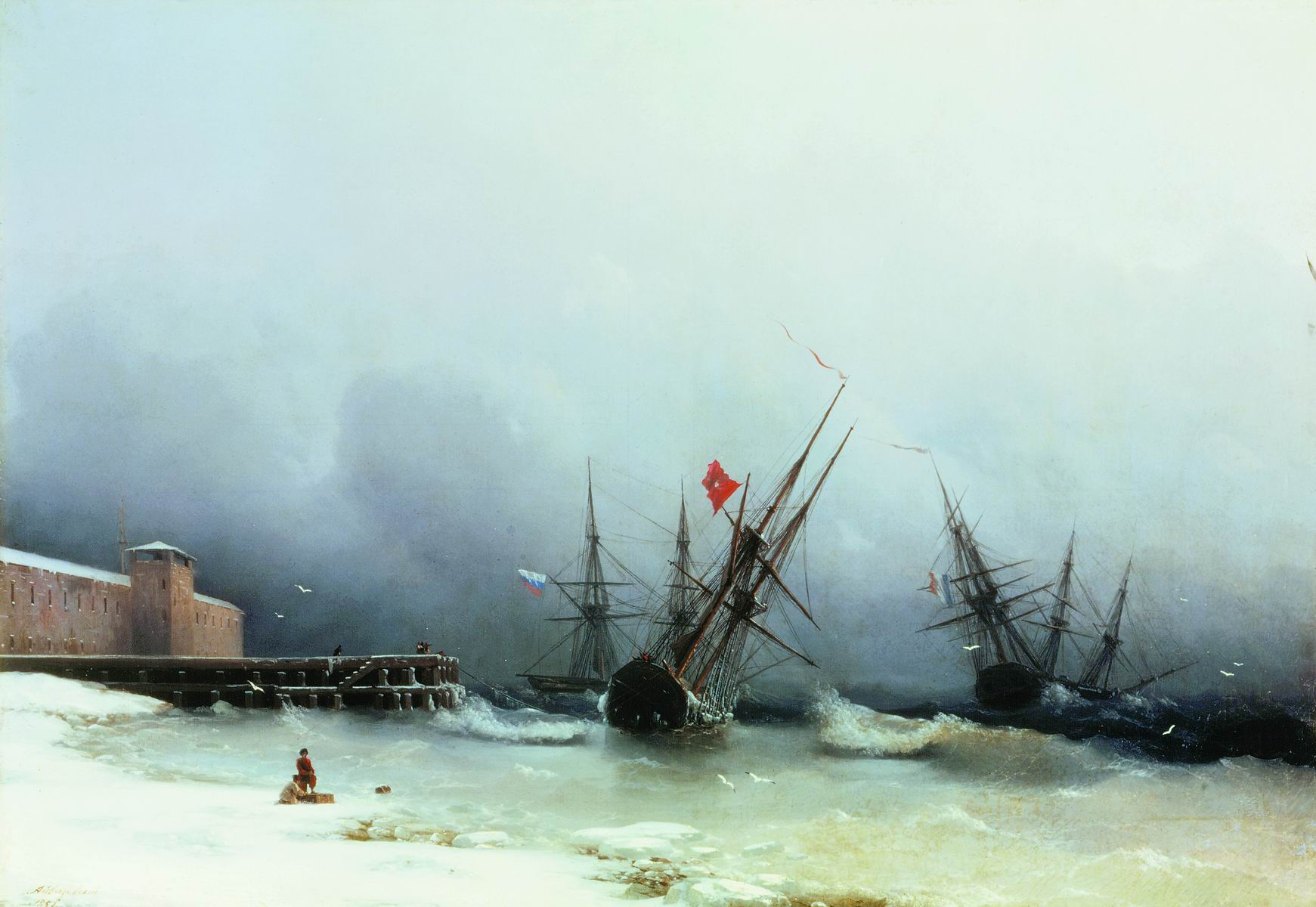
Иван Айвазовский. Сигнал бури (1851)
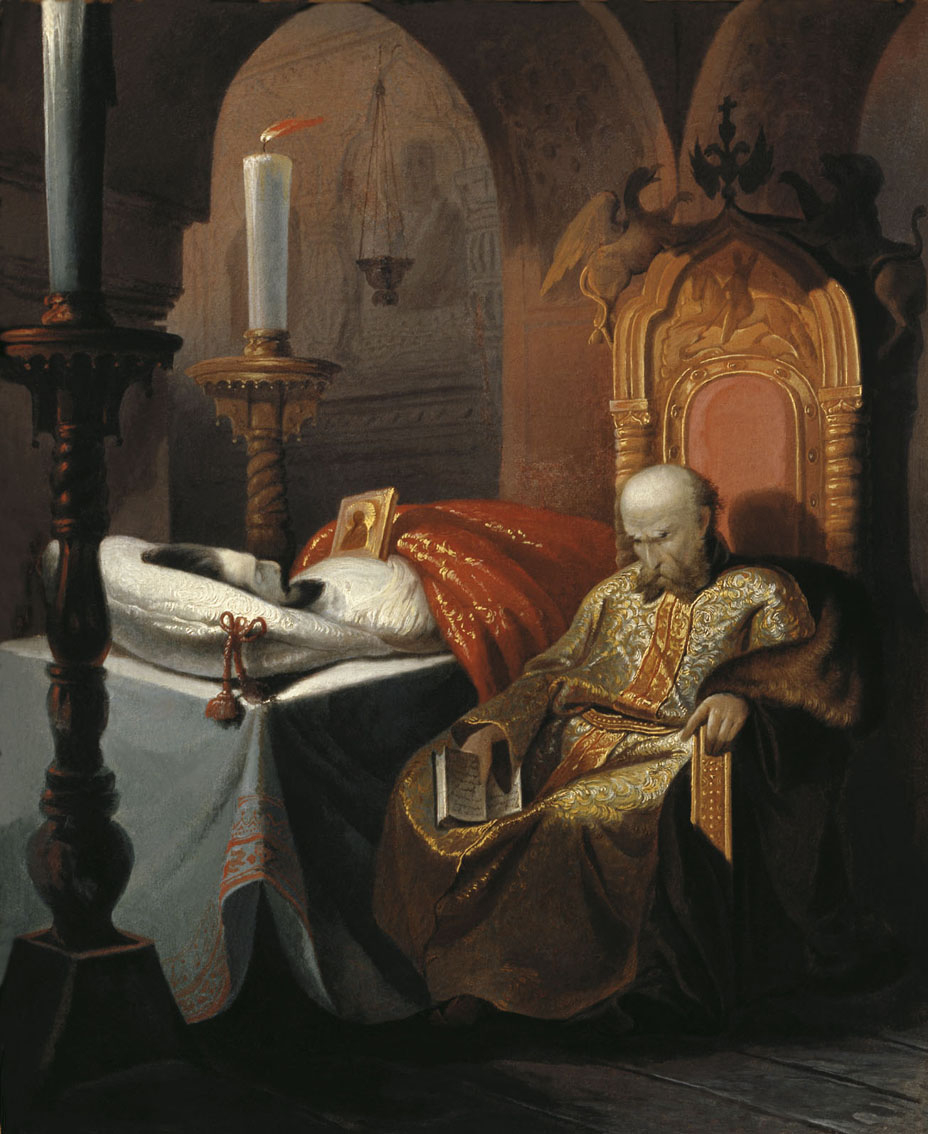
Николай Шустов. Иван Грозный у тела убитого им сына (1860-е)
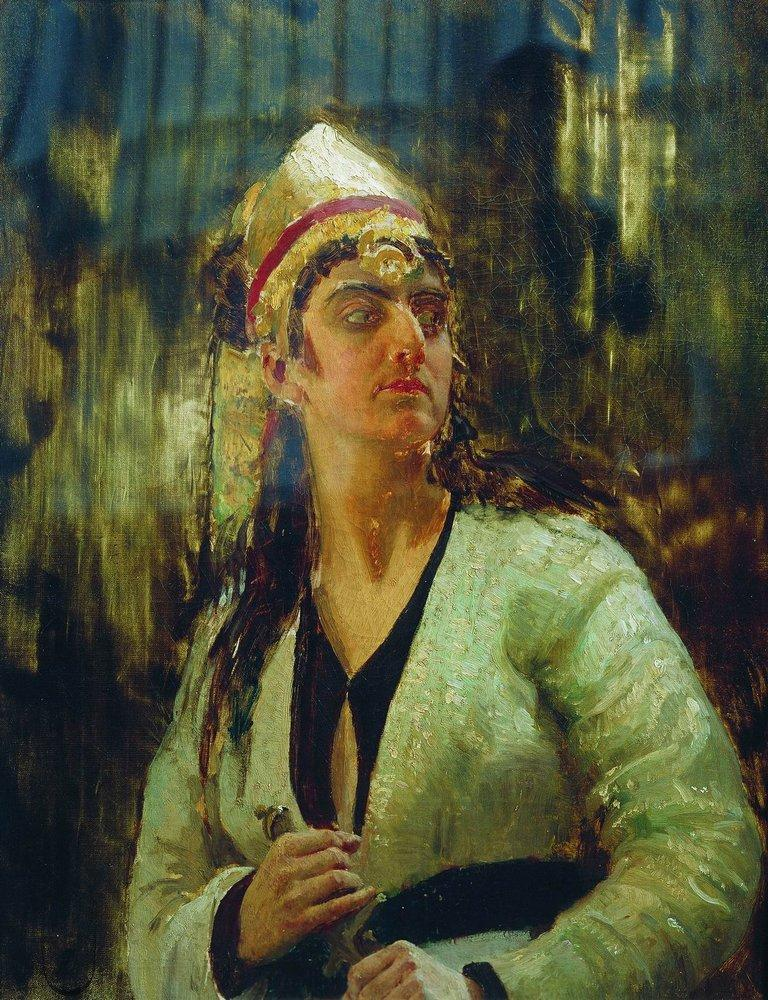
Илья Репин. Женщина с кинжалом (1876)
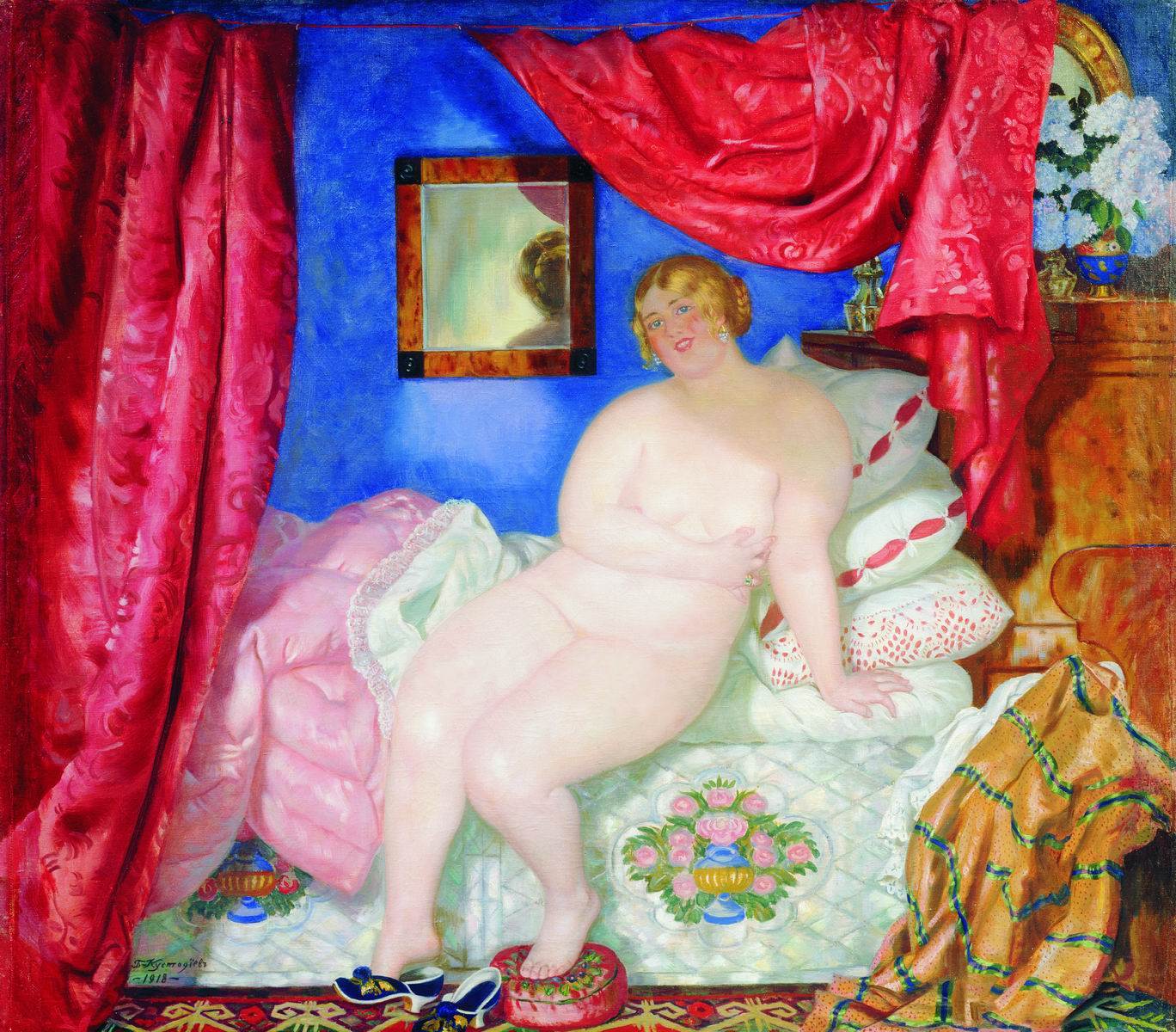
Борис Кустодиев. Красавица (1918)